# Élevage bovin au Portugal

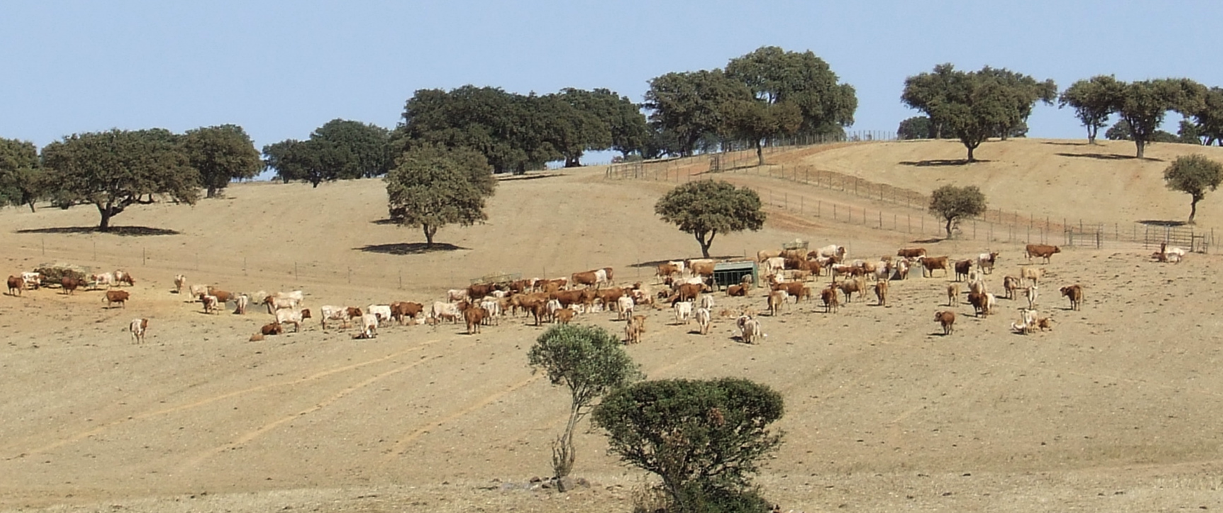
Pâturage sec de dehesa de l'Alentejo.

Le Portugal est un pays où l'élevage bovin joue un rôle mineur. 
Par son climat et sa géographie, on ne trouve pas de plaines riches et humides propices à l'élevage bovin, ni de montagnes assez hautes pour offrir un alpage de qualité en été. Il en résulte donc une prédominance de races à viande. 
L'élevage laitier traditionnel est très réduit, la production fromagère traditionnelle provenant essentiellement de lait de chèvre ou de brebis.

## Histoire
Elle est marquée par des similitudes avec celle de l'Élevage bovin en Espagne. 

### Le peuplement
Il s'est fait depuis la Préhistoire, par :
- rameau ibérique. Il est issu de la domestication locale de l'aurochs.
- rameau blond et rouge : Il peut provenir d'une domestication locale de l'aurochs, ou de son arrivée avec les Ibères. Il couvre, en Europe, un territoire qui correspond au développement de ce peuple.

- rameau brun : Il s'agit de la branche brune à robe fauve venue d'Afrique. La conquête arabe s'est accompagnée de l'arrivée de bétail d'Afrique du nord. Adapté aux conditions locales, il s'est bien implanté.

### Évolution
Au nord du pays, une zone de relief pauvre et escarpée a donné un élevage ancestral de bovins de trait qui fournissaient de la viande lors de leur réforme. Ce sont des races issues du croisements entre les rameaux blond et rouge et rameau brun. Elles sont caractérisées par une taille modeste des individus, mais une grande rusticité et une bonne aptitude au travail. La viande est maigre et son goût est de plus en plus recherché.
Au sud, l'élevage en troupeaux dans de grandes étendues se pratique, comme en Espagne, dans une zone semi-aride. Il a donné des races de taille moyenne, aptes à la marche ou la course sur des grandes distances, rustiques et en élevage extensif. Une partie de cet élevage est tournée vers la fourniture de taureaux de corrida.

### Aujourd'hui
Face à un élevage ancestral, le marché de la viande a réclamé des carcasses mieux conformées et plus rentables. Des races étrangères, comme la blonde d'Aquitaine, la limousine, la charolaise ont été importées. Leur élevage en race pure est rare, mais leur influence est très importante en insémination artificielle. 
Face à ces métissages, les effectifs en race pure se sont effondrés. Des livres généalogiques ont été créés pour chaque race et un programme de préservation se met en place. Il vise deux objectifs : 
- maintenir une variabilité génétique précieuse: conserver des effectifs stables et gérer la consanguinité.
- fournir des reproducteurs de qualité pour les élevages en croisements: génisses aptes à recevoir de la semence de race à viande (bonne conformation du bassin pour le vêlage, bonne mère, capacité laitière pour l'allaitement...).

Les producteurs de races autochtones pures sont maintenant fédérés en associations d'éleveurs. Leur travail porte ses fruits, puisque les effectifs de races en danger sont stabilisés ou en légère croissance, et la viande qui en provient se voit récompensée par des labels d'origine.

## Production

### Élevage laitier
Il concerne 340 000 vaches de race très majoritairement Holstein qui alimentent l'industrie agroalimentaire. Quelques troupeaux de Cachena ou Arouquesa produisent du lait pour la fabrication d'un fromage local, et quelques vaches Ayrshire ont été introduites aux Açores. 
La population holstein est soumise à une sélection importante qui a porté la production à une moyenne de 7 900 kg de lait sur une lactation de 305 jours. (chiffres 2003) L'insémination artificielle est majoritaire avec 602 taureaux disponibles en 2004 et des importations très importantes de semence des États-Unis.

### Élevage boucher
Il concerne 360 000 animaux, dont 20 % sont de races autochtones. La majorité de l'élevage est constitué de vaches de races locales croisées avec des taureaux de races bouchères importées. Cependant, les éleveurs de races locales pures ont opté pour une meilleure communication après l'épisode de l'ESB. Ils se sont tournés vers une production de viande de qualité reconnue par des signes d'origine (label, AOP, etc.).
Au nord et au centre du pays, la production est plutôt axée sur des veaux de moins de sept mois (veaux de lait). Dans l'Alentejo, les jeunes bovins sont engraissés jusqu'à 18 ou 24 mois. Les veaux du troupeau laitier des Açores, sont exportés vers le continent avant abattage.

## Les races

### Races autochtones
| Race          | Photo | Production              | Homonymes                             | Régions               | Remarques                                |
| ------------- | --- | ----------------------- | ------------------------------------- | --------------------- | ---------------------------------------- |
| Alentejana    | | Bouchère                | Garvonesa, race très proche           | Alentejo              | Appartient au rameau rouge               |
| Arouquesa     | taureau rouge à cornes pointées en avant et stature trapue. | Bouchère                |                                       | Arouca                |                                          |
| Barrosã       | Photo couleur d'une vache fauve vue de face. Elle a un mufle noir cerclé de blanc, des yeux cerclés de noir et des cornes longues tournées vers l'avant. La petite taille vient des pattes courtes.                                           | Bouchère                | Cousine de la cachena                 | District de Vila Real |                                          |
| Cachena       | Photo couleur de deux vaches à la robe blonde. Elle ont un mufle noir cerclé de blanc, les yeux cerclés aussi de blanc et des cornes longues tournées d'abord vers l'avant, puis vers l'extérieur. La petite taille vient des pattes courtes. | Mixte                   | Cousine de la barrosa                 | District de Vila Real |                                          |
| Brava de Lide | photo couleur d'un taureau noir moucheté de gris et cornes pointées vers l'avant. L'animal est trapu. | Tauromachie et bouchère | Même race que Toro de Lidia espagnole |                       | Appartient au rameau ibérique            |
| Garvonesa     | | Bouchère                |                                       | Alentejo              | Appartient au rameau rouge               |
| Jamelista     | |                         |                                       |                       |                                          |
| Marinhoa      | | Bouchère                |                                       | District d'Aveiro     | Appartient au rameau brun                |
| Maronesa      | Vache brun sombre à tour du mufle blanc à longues cornes torsadées ouvertes vers l'extérieur. | Bouchère                |                                       | District de Vila Real |                                          |
| Mertolenga    | | Bouchère                |                                       | Alentejo              | Sous race de l'alentejana (rameau rouge) |
| Minhota       | | Bouchère                | Gallega                               |                       | Proche de la gallega espagnole           |
| Mirandesa     | photo couleur d'une vache brun fauve à toupet de poils entre ses cornes longues et relevées. | Bouchère                | Gallega                               | District de Bragance  |                                          |
| Preta         | photo d'une vache noire en totalité à longues cornes écartées et pointées en avant. | Bouchère                | Avileña en Espagne                    | Alentejo              | Appartient au rameau ibérique            |
| Ramo grande   | Photo couleur d'un attelage de bovins rouge uniforme à cornes en avant. | Bouchère                |                                       | Açores                | Appartient au rameau blond               |

### Races importées
| Race               | Photo                                                                                                 | Production | Homonymes              | Régions | Remarques                                                            |
| ------------------ | --- | ---------- | ---------------------- | ------- | -------------------------------------------------------------------- |
| Blonde d'Aquitaine | photo couleur d'une vache blonde musclée à courtes cornes.                                            | Bouchère   |                        |         | Appartient au Rameau blond                                           |
| Charolaise         | photo couleur d'une vache blanche à cuisses musclées et cornes courtes en croissant.                  | Bouchère   | Charolesa              |         |                                                                      |
| Frisona            | photo couleur de vaches pie noir dans un concours. Les vaches sont filiformes à mamelles développées. | Laitière   | Holstein (race bovine) |         | Appartient au rameau des Races bovines du littoral de la mer du Nord |
| Limousine          | photo couleur d'une vache rouge à entourage des yeux et du mufle clair à courtes cornes en croissant. | Bouchère   |                        |         | Appartient au rameau blond                                           |
| Salers             | photo couleur d'une vache rouge acajou à longues cornes.                                              | Bouchère   |                        |         | Appartient au rameau rouge                                           |